# Orenaia lugubralis
Orenaia lugubralis is een vlinder uit de familie grasmotten (Crambidae). De wetenschappelijke naam is voor het eerst gepubliceerd in 1857 door Julius Lederer.

## Ondersoorten
- Orenaia lugubralis lugubralis Lederer, 1857
- Orenaia lugubralis albescens Rebel, 1911 (Slovenië)

## Verspreiding
De soort komt voor in de berggebieden van Frankrijk, Duitsland, Zwitserland, Oostenrijk, Italië, Slovenië en Kroatië.

## Waardplanten
De rups leeft op Arabis alpina (Brassicaceae) en Silene acaulis  (Caryophyllaceae).

## Biotoop
In de Alpen komt deze soort alleen boven de boomgrens voor. In de Hohe Tauern is een pop van deze soort op een hoogte van 2650 meter aangetroffen.